# گرس‌هاپر منیوفکچر
گراسهاپرز (انگلیسی: Grasshopper) شرکت بازی ویدئویی ژاپنی است، که در سال ۱۹۹۸ تأسیس شد.